# Julio Eduardo Sarmiento Calmet
Julio Eduardo Sarmiento Calmet fue un Embajador peruano.
Julio Eduardo Sarmiento Calmet contrajo nupcias con Margaret Hall con quien tuvo los hijos: Mary Ann Sarmiento Hall, Susan Ann Sarmiento Hall y Eduardo Luis Sarmiento Hall.
El 31 de agosto de 1939 fueron, reconociendo de abono a favor de él los 7 años, 5 meses y 27 días de servicios que ha prestado a Perú; inscribiéndolo en el Escalafón Diplomático y Consular en la categoría de cónsul General de Segunda Classe y con la antigüedad de 30 de septiembre de 1933.
Del 6 de mayo de 1963 a 31 de diciembre de 1972 fue el primer embajador Embajador Extraordinario y Plenipotenciario en Nueva Delhi.
En 3 de septiembre de 1966 fue designado como Embajador Extraordinario y Plenipotenciario en Bangkok, donde presentó en diciembre de 1964 sus Cartas Credenciales con el ceremonial de estilo a Bhumibol Adulyadej y así fue el primer representante diplomático peruano acreditado en Tailandia.
Eduardo Sarmiento Calmet prestó servicios diplomáticos en los Estados Unidos, Chile, México, Países Bajos, Bélgica y Francia.

## Publicaciones
- Peru for ending world tensions and colonialis, en Indian Foreign Affairs, Volume 7, 1964 , p.36

| Predecesor: - | Embajador peruano en Nueva Delhi 6 de mayo de 1963 a 31 de diciembre de 1972 | Sucesor: René Hooper López |